# Alaba (langue)
Pour les articles homonymes, voir Alaba.
L’alaba est une langue afro-asiatique, de la branche des langues couchitiques, parlée en Éthiopie par 280 000 Alabas.